# NGC 2523A
NGC 2523A (другие обозначения — UGC 4166, MCG 12-8-24, ZWG 331.26, KUG 0758+741, PGC 22649) — спиральная галактика с перемычкой (SBc) в созвездии Жираф.
Этот объект не входит в число перечисленных в оригинальной редакции «Нового общего каталога» и был добавлен позднее.